# عطيفة بشرية
عطيفة بشرية (الاسم العلمي: Campylobacter hominis) هي نوع من البكتيريا تتبع جنس العطيفة من فصيلة العطيفات.